# Mtibwa Sugar FC
El Mtibwa Sugar FC es un equipo de fútbol de Tanzania que milita en la Liga tanzana de fútbol, la liga de fútbol más importante del país.

## Historia
Fue fundado en el año en el año 1988 en la localidad de Turiani por un grupo de trabajadores de la Mtibwa Sugar Estates Ltd., la cual se dedicaba al negocio del azúcar para formar parte de los torneos de fútbol a nivel distrital. En 1989 comenzaron desde la 4.ª división de Tanzania, y 7 años después llegaron a la Primera División, la cual es actualmente la Liga tanzana de fútbol. Nunca ha sido campeón de liga, pero ha ganado 2 torneos de copa y ha sido finalista en otros 3.
A nivel internacional ha participado en 5 torneos continentales, donde nunca ha avanzado más allá de la Segunda ronda.

## Palmarés
- Liga tanzana de fútbol: 2

1999, 2000
- Copa Nyerere: 0
  - Subcampeón: 1

2000
- Copa FAT: 1

2000
- Copa Tusker: 1

2008
- - Subcampeón: 2

2003, 2007
- Copa Mapinduzi: 1

2010
- - Subcampeón: 1

2004
- Copa de Tanzania: 1

2018

## Participación en competiciones de la CAF
| Temporada | Torneo                       | Ronda      | Club                  | Casa | Visita | Global  |
| --------- | ---------------------------- | ---------- | --------------------- | ---- | ------ | ------- |
| 2000      | Copa CAF                     | 1          | Mochudi Centre Chiefs | 3-0  | 2-1    | 5-1     |
| 2000      | Copa CAF                     | 2          | Cotonsport Garoua     | 0-1  | 0-2    | 0-3     |
| 2001      | Copa CAF                     | 1          | Mebrat Hail           | 2-1  | 0-1    | 2-2 (a) |
| 2002      | Copa CAF                     | 1          | Ferroviário de Maputo | 0-0  | 1-1    | 1-1 (a) |
| 2002      | Copa CAF                     | 2          | AS Adema              | 2-1  | 0-1    | 2-2 (a) |
| 2004      | Copa Confederación de la CAF | Preliminar | Chemelil Sugar        | 2-1  | 2-0    | 4-1     |
| 2004      | Copa Confederación de la CAF | 1          | Santos                | 0-3  | w.o.1  | 0-3     |
| 2018/19   | Copa Confederación de la CAF | Preliminar | Northern Dynamo FC    | 4-0  | 1-0    | 5-0     |
| 2018/19   | Copa Confederación de la CAF | 1          | KCCA FC               | 1-2  | 0-3    | 1-5     |

1- Mtibwa Sugar abandonó el torneo antes de jugar el partido de vuelta.